# Kindertransport – Channel Crossing to Life

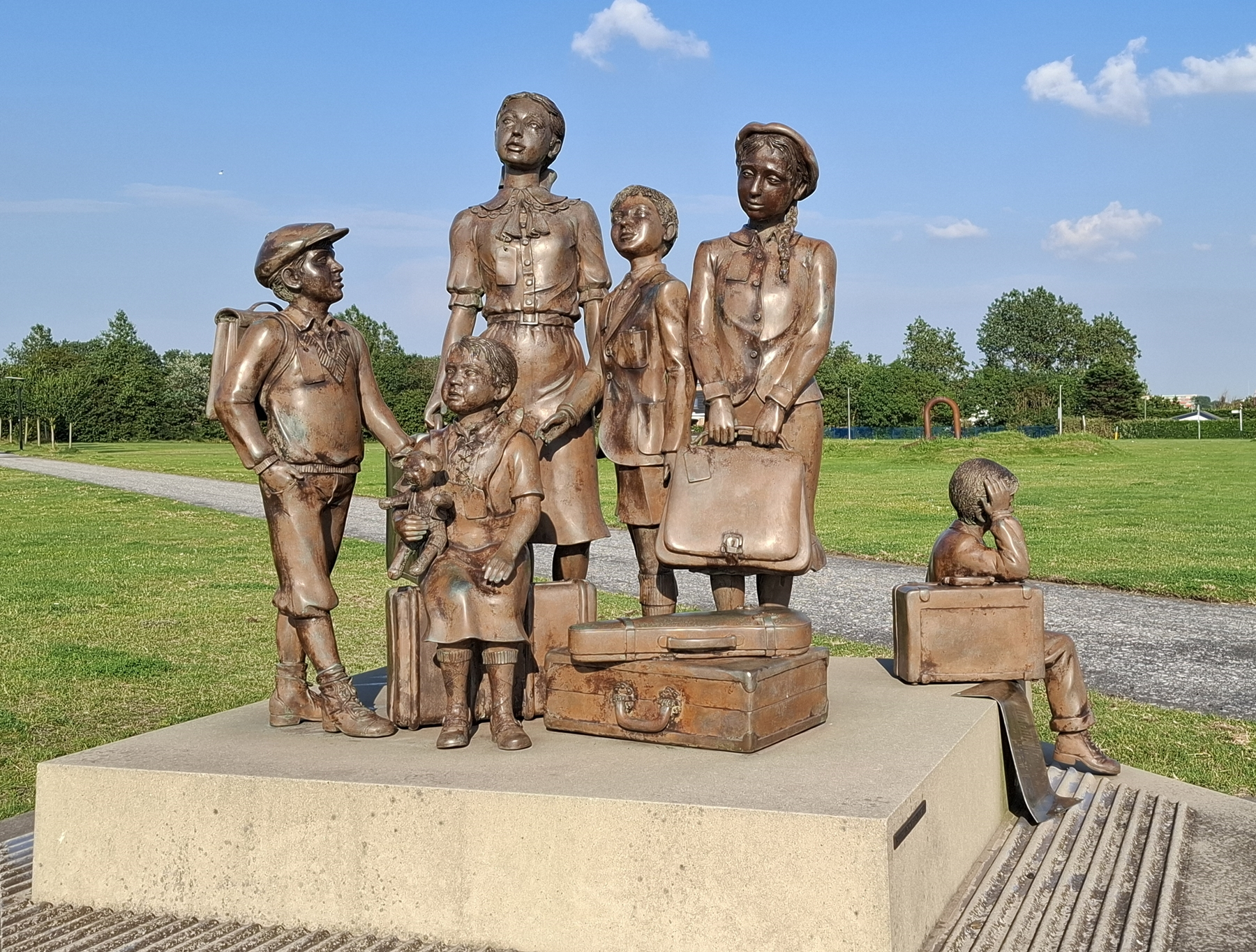

Kindertransport – Channel Crossing to Life ist der Titel einer Bronzeskulptur des Bildhauers Frank Meisler auf dem Koningin Emmaboulevard im Fährhafen von Hoek van Holland, Rotterdam, die er zusammen mit seinem langjährigen Mitarbeiter, dem Bildhauer Arie Ovadia, gestaltet hat.
Die Plastik erinnert an die Kindertransporte von Kindern aus Deutschland, Österreich, Polen und der Tschechoslowakei, die nach den Nürnberger Gesetzen als jüdisch galten. Sie wurden aus dem Deutschen Reich bzw. aus von diesem bedrohten Ländern nach Großbritannien gebracht und fuhren meist vom Hoek van Holland nach Harwich ab. Unterstützt wurden die Transporte von der niederländischen Regierung und durch freiwillige Helfer. Mit dem ersten Transport am 2. Dezember 1938 bis zum letzten bei Kriegsausbruch 1939 gelangten etwa 10.000 Kinder nach Großbritannien.
Die Plastik aus Bronze wurde am 30. November 2011 durch den Oberbürgermeister von Rotterdam, Ahmed Aboutaleb, enthüllt. Anwesend waren auch knapp 40 Gäste, die als Kinder selbst mit den Transporten nach Großbritannien gelangt waren, unter ihnen auch der Künstler Frank Meisler selbst.

## Das Denkmal

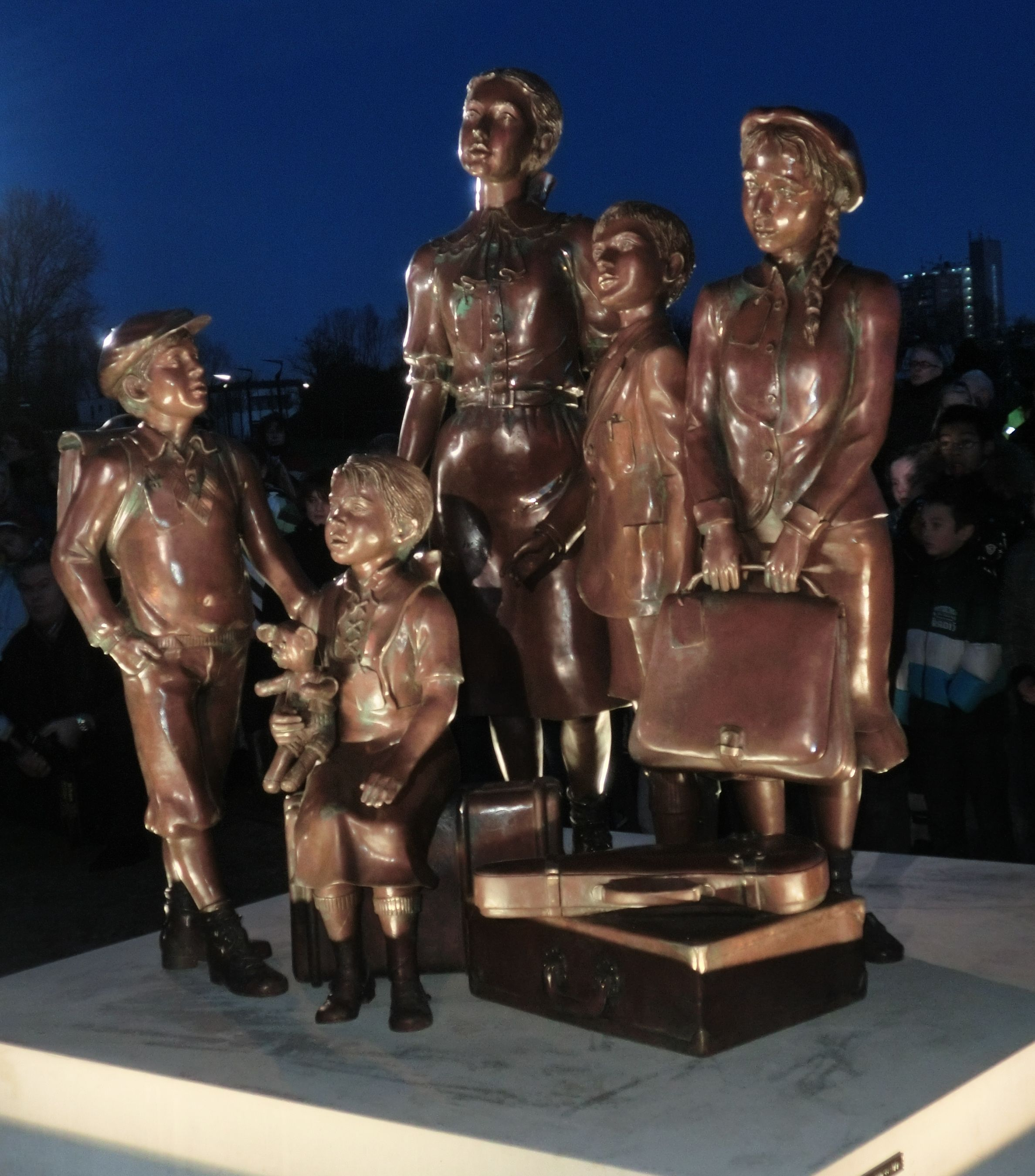

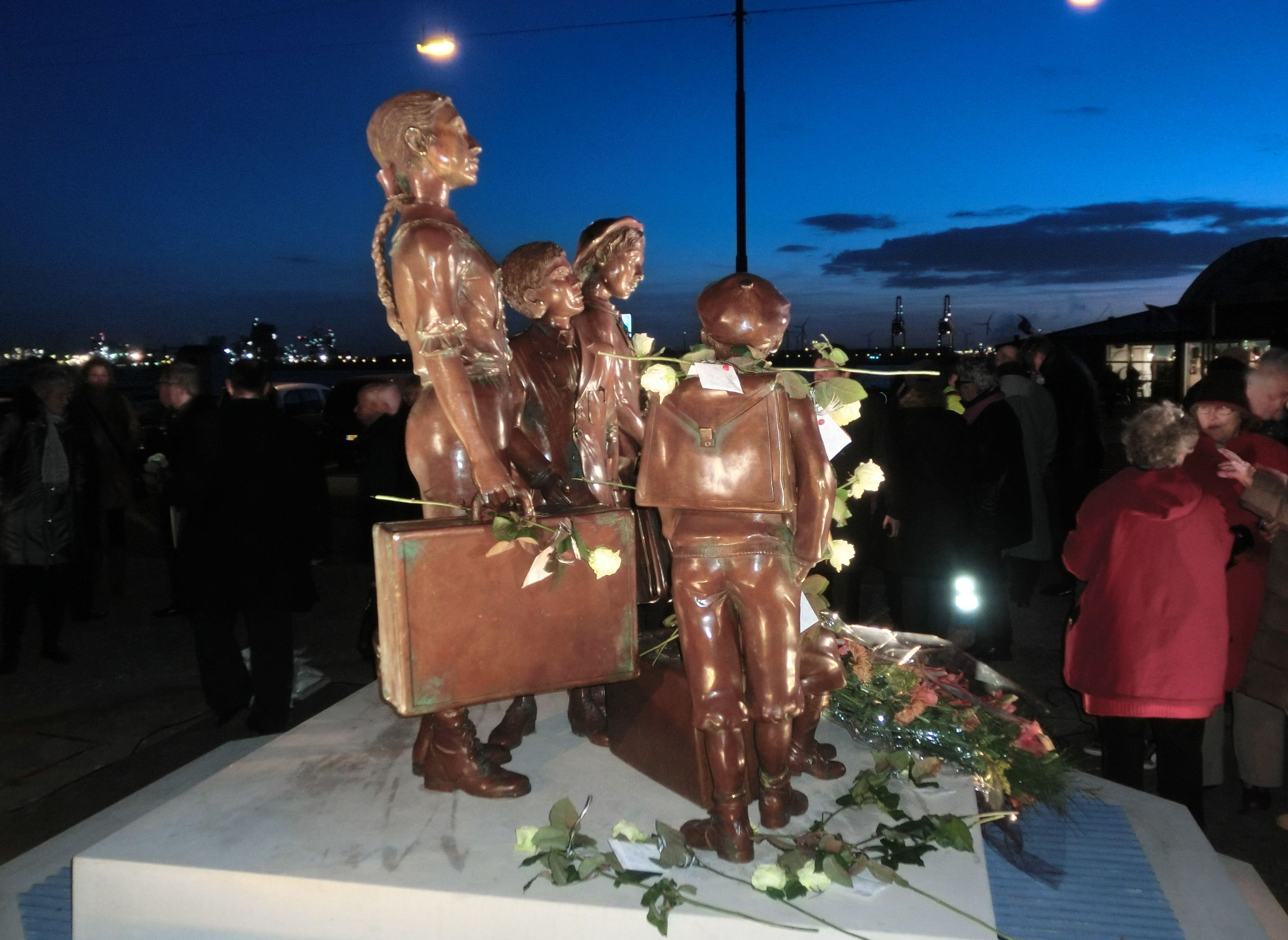

Die in Lebensgröße erstellte Skulpturengruppe von sechs Kindern in Reisekleidung stellt den Moment des Wartens auf die Fähre dar, die sie von Rotterdam nach Großbritannien bringen soll. Bis auf einen sitzenden Jungen ist der Blick der stehenden Kinder Richtung Wasser gewendet. Sie haben Reisegepäck wie Koffer und Rucksäcke bei sich sowie ein Stofftier und einen Geigenkoffer. Neben dem sitzenden Kind liegt ein Zeitungsblatt der niederländischen Zeitung The Dutchman mit Datum vom 11. November 1938 und den Wörtern Allowing German Jewish Children und thousands of Jews to leave Germany.
Eine Informationstafel trägt die Inschrift:
CHANNEL CROSSING TO LIFE / 1938 · KINDERTRANSPORTS · 1939.
Between 1938 and the outbreak of the War 10,000 mainly Jewish children from Germany, Austria and Czechoslovakia, were permitted to enter England without their parents and escape Nazi persecution. Most crossed the channel from the Hoek of Holland to Harwich. Their journey was aided by the Dutch Government and Dutch volunteers. This sculpture is dedicated to the people of Holland and the United Kingdom who saved these children from certain death.
Tussen 1938 en het uitbreken van de Tweede Wereldoorlog kregen 10.000 voornamelijk Joodse kinderen uit Duitsland, Oostenrijk en Tsjechoslowakije toestemming om zonder hun ouders naar Engeland te komen om te ontsnappen aan de Nazi-vervolgingen. Bijna al deze kinderen staken hier in Hoek van Holland het kanaal over naar Harwich. Zij werden tijdens hun reis bijgestaan door de Nederlandse overheid en door Nederlandse vrijwilligers. Dit kunstwerk is opgedragen aan het Nederlandse en Britse volk, als dank voor het helpen van deze kinderen, die daardoor allen de oorlog hebben overleefd.
This sculpture has been created thanks to the strong support of the City of Rotterdam
Dit monument is mede tot stand gekomen met inzet van de Gemeente Rotterdam
Much gratitude for the generous contributions of:
David Segal – in honour of his father Markus Segal * New York, USA
We must always remember… Michael Spektor’s Family
Friends and Leaders Worldwide * ISRAEL BONDS
In recognition of Dutch heroism and gratitude for the safe passage of the Kindertransport Association of Jewish Refugees, London, U.K.
Lisa Bechner – for her initiative and dedication 
Sculptors: Frank Meisler, Arie Ovadia · Jaffa, Israel · 2011

## Korrespondierende Denkmale
An weiteren Bahnhöfen der Kindertransporte stehen entsprechende Plastiken von Meisler:
- London: Auf Initiative von Prinz Charles gibt es seit 2006 das Denkmal Kindertransport – Die Ankunft am Bahnhof Liverpool Street, wo die jüdischen Kinder eintrafen.
- Berlin: Das Denkmal mit dem Titel Züge ins Leben – Züge in den Tod: 1938–1939 wurde 2008 am Bahnhof Berlin Friedrichstraße eingeweiht. 1938 fuhren die ersten Kindertransporte vom  Bahnhof Friedrichstraße und vom Anhalter Bahnhof in Berlin über Rotterdam bzw. über den Hamburger und Bremer Hafen nach Harwich und weiter nach London.
- Danzig: Die Plastik Kindertransport – Die Abreise aus Bronze wurde im Jahr 2009 auf Wunsch des Danziger Bürgermeisters Paweł Adamowicz vor dem Bahnhof Gdańsk Główny aufgestellt.
- Hamburg: 2015 wurde das Denkmal Kindertransport – Der letzte Abschied zur Erinnerung an die etwa 1.000 jüdischen Kinder, die in der Zeit von Dezember 1938 bis 1. September 1939 von Hamburg nach Großbritannien reisten, aufgestellt.

Meislers Skulpturengruppen, die inzwischen zur europäischen Route der Kindertransporte wurden, zeigen Gemeinsamkeiten sowie unterschiedliche gestalterische Details.